# Llengües austronèsiques
Les llengües austronèsiques és una família que agrupa un conjunt d'idiomes parlats a les illes del Pacífic properes a Àsia i Austràlia, a tot el sud-est asiàtic marítim, parts del sud-est asiàtic continental, Madagascar, les illes de l'oceà Pacífic i els indígenes de Taiwan.Són parlades per uns 328 milions de persones (el 4,4% de la població mundial). Això la converteix en la cinquena família lingüística més gran per nombre de parlants. Les principals llengües austronesies inclouen el malai (al voltant de 250–270 milions només a Indonèsia en el seu propi estàndard literari anomenat " indonesi "), javanès, sondanès, tagal (estandarditzat com a filipí), malgaix i cebuà. És un dels grups de llengües major del món, tant quant a nombre d'idiomes (1.244, d'acord amb Ethnologue) com quant a extensió geogràfica (des de Madagascar fins a l'illa de Pasqua). El nom prové de l'grec austronesia que significa 'illes del sud'.
El descobriment de la família precedeix al de les llengües indoeuropees (establerta a partir del segle xix de manera certa). Des del 1706, el lingüista Hadrian Reland ja havia subratllat la semblança entre la llengua parlada en Futuna, el malai i el malgaix, a partir del glossari recollit per Jacob Le Maire a Futuna. Al segle XIX, els investigadors (per exemple Wilhelm von Humboldt, Herman van der Tuuk ) van començar a aplicar el mètode comparatiu a les llengües austronesies. El primer estudi extens sobre la història de la fonologia va ser realitzat pel lingüista alemany Otto Dempwolff. Inclou una reconstrucció del lèxic protoaustronesi. El terme austronesi es va encunyar (com a alemany austronesisch) de Wilhelm Schmidt, derivant-lo del llatí auster "sud" i del grec antic νῆσος ( nêsos "illa"), que significa "llengües de l'illa del sud".
L'existència d'una família de llengües, que més tard serà denominada austronèsia, es reconeix definitivament en el Catalogo delle Lingue de Lorenzo Hervas i Panduro, del 1784. El 1834, la família, estesa fins a l'illa de Pasqua, és batejada com a malaiopolinèsia pel lingüista Wilhelm von Humboldt en Über die Kawi-Sprache auf der Insel Java (1836-1839). Les llengües melanèsies van ser tractades a part durant llarg temps, en part per prejudicis racials, a pesar dels treballs del lingüista Otto Dempwolff (1920).
La majoria de les llengües austronesies són parlades per la gent del sud-est asiàtic insular i d'Oceania. Només unes poques llengües, com l'urak lawoiʼ i les llengües càmices (excepte l'acehnese), són indígenes de l'Àsia continental, o el malgaxe, que és l'única llengua austronesia indígena de l'Àfrica oriental insular. Hi ha poques llengües austronesies que tinguin poblacions que superin els pocs milers, però un grapat tenen poblacions parlants de milions. Per exemple, l'indonesi és parlat per uns 197,7 milions de persones. Això la converteix en l'onzena llengua més parlada del món. Aproximadament una vintena de llengües austronésiennes són oficials als seus respectius països.
Pel nombre d'idiomes que inclouen, l'austronesi i el Níger–Congo són les dues famílies lingüístiques més grans del món. Cadascun conté aproximadament una cinquena part de les llengües del món. L'abast geogràfic de l'austronesi va ser el més gran de qualsevol família lingüística a la primera meitat del segon mil·lenni d.C., abans de l'expansió de les llengües indoeuropees en el període colonial. Va anar des de Madagascar fins a l'illa de Pasqua al Pacífic oriental.
La majoria de les llengües austronesies no tenen una llarga història d'atestació escrita. La inscripció més antiga en llengua cham, la inscripció Đông Yên Châu datada al c.350 dC, és el primer testimoni de qualsevol llengua austronesia.
Les llengües austronèsiques es divideixen en 10 branques, nou de les quals es parlen a Taiwan i algunes illes pròximes, i s'agrupen dintre de les llengües formosanes, sense relació amb el xinès. Les branques que van romandre a Taiwan mostren grans diferències entre si. La branca restant és l'anomenada malaiopolinèsia, que engloba totes les altres llengües de la família. Aquesta branca se subdivideix en dues grans subgrups: el grup occidental, amb uns 300 milions de parlants, i l'oriental amb aproximadament un milió de parlants.
La lingüística comparativa, recolzada per troballes arqueològiques, localitza l'origen dels ancestres lingüístics de la família al sud-est de l'actual Xina, des d'on van emigrar cap a Taiwan.
Alguns lingüistes creuen que la família tai-kadai hauria de col·locar-se dintre d'una versió expandida de la família austronèsica. Uns altres es decanten a favor d'una relació amb la família sinotibetana. I finalment uns altres han proposat una relació amb les llengües afroasiàtiques, formant una superfamília àustrica. Cap d'aquestes propostes s'ha guanyat l'acceptació de la comunitat científica.
Les llengües malaiopolinèsies tendeixen a la reduplicació (repetició de tot o part d'una paraula) per a expressar el plural i totes les llengües austronèsiques tenen una entropia baixa, és a dir, els textos són bastant repetitius quant a la freqüència dels sons. La majoria no posseïx grups de consonants (com [str] o [mpl]) i té un nombre de vocals petit, sent-ne cinc el més comú.

El malgaix és una de les llengua austronèsiques de l'Àfrica (en groc).

Algunes de les branques i llengües més importants són: 
- Llengües formosanes (llengües vernaculars de Taiwan no emparentades amb el xinès, d'arribada més tardana a l'illa. En perill de desaparició)
- Llengües malaiopolinèsies
  - Llengües malaiopolinèsies occidentals
    - Indonesi (250 milions de parlants) / malai (23 milions)
    - Javanès (80 milions)
    - Malgaix (10 milions)
    - Tagàlog o tagal (90 milions)
    - Cebuà (31 milions)
    - Chamorro
    - Palauès
    - Acehnès

  - Llengües malaiopolinèsies centrals i orientals
    - Llengües malaiopolinèsies orientals
      - Llengües de Halmahera-Sud i de Nova Guinea occidental
      - Llengües oceàniques (antigament subdividides en llengües melanèsies, llengües micronèsies i llengües polinèsies) 
        - Llengües oceàniques de Nova Guinea septentrional i occidental i llengües mesomelanèsies
        - Llengües oceàniques orientals (regions més a l'est de Nova Guinea i Salomó, que comprenen totes les llengües de Vanuatu, Nova Caledònia, Rotuma, Fiji, Micronèsia i de Polinèsia
          - Drehu
          - Fijià (337.000)
          - Gilbertès
          - Maori (100.000)
          - Tahitià

## Característiques tipològiques

### Fonologia
Les llengües austronesies en general tenen inventaris de fonemes que són més petits que la mitjana mundial. Al voltant del 90% de les llengües austronesies tenen inventaris de 19-25 sons (15-20 consonants i 4-5 vocals), situant-se així a l'extrem inferior de l'interval típic global de 20-37 sons. Tanmateix, també es troben inventaris extrems, com Nemi (Nova Caledònia) amb 43 consonants.
El tipus d'arrel canònica en protoaustronesi és disíl·lab amb la forma CV(C)CVC (C = consonant; V = vocal), i encara es troba en moltes llengües austronesianes. En la majoria dels idiomes, els grups de consonants només es permeten en posició medial i, sovint, hi ha restriccions per al primer element del clúster. Hi ha una deriva comuna per reduir el nombre de consonants que poden aparèixer en posició final, per exemple, el Buginese, que només permet les dues consonants /ŋ/ i /ʔ/ com a finals, d'un nombre total de 18 consonants. S'observa l'absència completa de consonants finals, per exemple, en Nias, elMalgaix i moltes llengües oceàniques.
Els contrastos tonals són rars a les llengües austronesies, encara que el moken–moklen i algunes llengües dels subgrups chamic, Halmahera del Sud–Nova Guinea Occidental i Nova Caledònia mostren un to lèxic.

### Morfologia
La majoria de les llengües austronesies són llengües aglutinants amb un nombre relativament elevat d'afixos i límits morfemàtics clars. La majoria d'afixos són prefixos ( malai i indonesi ber-jalan 'caminar' < jalan 'carretera'), amb un nombre menor de sufixos (tagalog titis-án 'cendrer' < títis 'cendra') i infixos (Roviana t<in>avete 'treball (nom)' < tavete 'treball (verb)').
La reduplicació s'utilitza habitualment a les llengües austronesies. Això inclou la reduplicació completa (malai i indonesi anak-anak 'nens' < anak 'nen'; Karo Batak nipe-nipe 'eruga' < nipe 'serp') o reduplicació parcial (Agta taktakki 'cames' < takki 'cama', at-atu 'gosset' < atu 'gos').

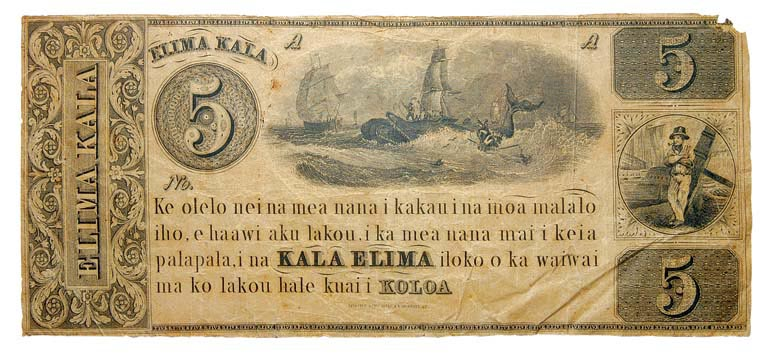
Un bitllet de 5 dòlars, Hawaii, c. 1839, utilitzant la llengua hawaiana

### Sintaxi
És difícil fer generalitzacions sobre les llengües que formen una família tan diversa com l'austronesi. De manera molt àmplia, es poden dividir les llengües austronesies en tres grups: llengües de tipus filipí, llengües de tipus indonèsia i llengües de tipus post-indonèsia:
- El primer grup inclou, a més de les llengües de les Filipines, les llengües austronesies de Taiwan, Sabah, Sulawesi del Nord i Madagascar. Es caracteritza principalment per la retenció del sistema original d'alternances de veu de tipus filipí, on normalment tres o quatre veus verbals determinen quin paper semàntic expressa el "subjecte"/"tema" (pot expressar l'actor, el pacient, la ubicació i el beneficiari, o diversos altres rols circumstancials com l'instrument i el concomitant). El fenomen s'ha referit sovint com a focus (que no s'ha de confondre amb el sentit habitual d'aquest terme en lingüística). A més, l'elecció de la veu està influenciada per la definició dels participants. L'ordre de les paraules té una forta tendència a ser verbal-inicial.
- En canvi, les llengües més innovadores de tipus indonèsia, que estan especialment representades a Malàisia i l'oest d'Indonèsia, han reduït el sistema de veu a un contrast entre només dues veus (veu d'actor i veu "subidor"), però aquestes es complementen amb dispositius morfològics aplicatius (originalment dos: el més directe * -i i el més oblic * -an/-[a]kən del "senderman"), que serveixen per modificar el paper del "senderugo". També es caracteritzen per la presència de pronoms clítics preposats. A diferència del tipus filipí, aquestes llengües tendeixen majoritàriament a l'ordre del verb-segona paraula. Una sèrie de llengües, com les llengües batak, el javanès antic, el balinès, el sasak i diverses llengües de Sulawesi semblen representar un estadi intermedi entre aquests dos tipus.[16][17]
- Finalment, en alguns idiomes, que Ross anomena "post-indonès", el sistema de veu original s'ha trencat completament i els afixos de marcatge de veu ja no conserven les seves funcions.

### Lèxic
La família de llengües austronesia s'ha establert pel mètode comparatiu lingüístic sobre la base de conjunts cognats, conjunts de paraules de múltiples llengües, que són similars en so i significat que es pot demostrar que descendeixen de la mateixa paraula ancestral en protoaustronesi segons regles regulars. Alguns conjunts afins són molt estables. La paraula per a ull en moltes llengües austronesies és mata (des de les llengües austronesies més septentrionals, les llengües formoses com ara el bunun i l'amis fins al sud fins al maori).
Altres paraules són més difícils de reconstruir. La paraula per a dos també és estable, ja que apareix en tota la gamma de la família austronesia, però les formes (p.ex.Bunun dusa; Amis tusa; Maori rua) requereixen una certa experiència lingüística per reconèixer-les. La base de dades de vocabulari bàsic austronesi ofereix llistes de paraules (codificades per a la cognació) per a aproximadament 1000 llengües austronesianes.

## Classificació

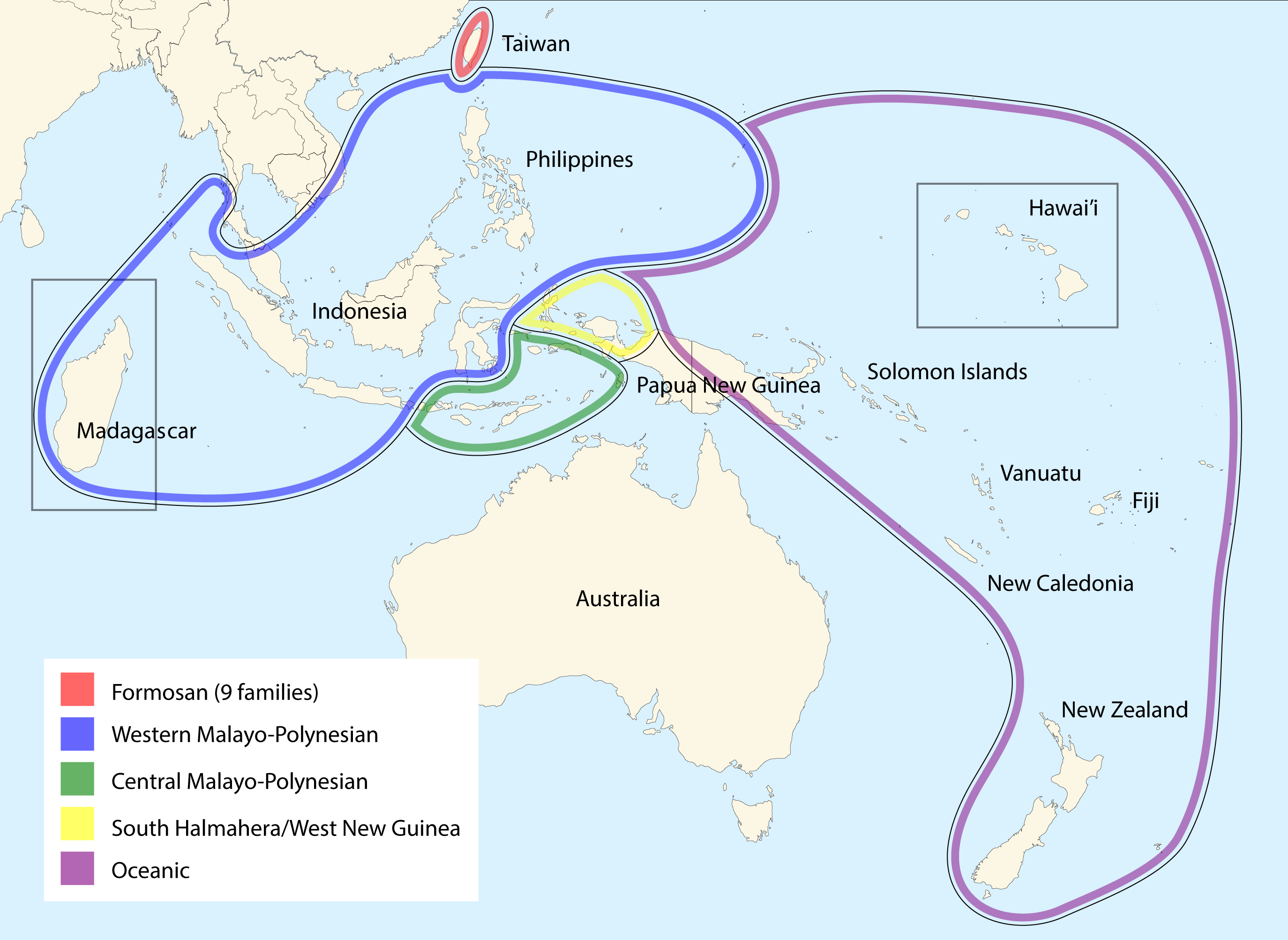
La distribució de les llengües austronesies, per Blust (1999). Ja no s'accepten el malaiopolinesi occidental i el malaiopolinesi central.

L'estructura interna de les llengües austronesies és complexa. La família consta de moltes llengües semblants i estretament relacionades amb un gran nombre de continus dialectals, cosa que dificulta reconèixer els límits entre branques. El primer pas important cap a un subagrupament d'alt ordre va ser el reconeixement de Dempwolff del subgrup oceànic (anomenat Melanesisch per Dempwolff). La posició especial de les llengües de Taiwan va ser reconeguda per primera vegada per André-Georges Haudricourt (1965), que va dividir les llengües austronesies en tres subgrups: austronesi del nord (= formosà), austronesi oriental (= oceànic) i austronesi occidental (totes les llengües restants).
En un estudi que representa la primera classificació lexicoestadística de les llengües austronesies, Isidore Dyen (1965) va presentar un esquema de subagrupament radicalment diferent.  Va plantejar 40 subgrups de primer ordre, amb el grau més alt de diversitat trobat a l'àrea de Melanèsia . Les llengües oceàniques no són reconegudes, però estan distribuïdes en més de 30 dels seus subgrups de primer ordre proposats. La classificació de Dyen va ser àmpliament criticada i rebutjada en la seva majoria, però encara s'accepten diversos dels seus subgrups d'ordre inferior (per exemple, les llengües cordilleranes, les llengües bíliques o les llengües murutiques).
Posteriorment, la posició de les llengües formoses com el grup més arcaic de llengües austronesies va ser reconeguda per Otto Christian Dahl (1973), seguida de propostes d'altres estudiosos que les llengües formoses constitueixen en realitat més d'un subgrup de primer ordre de l'austronesi. Robert Blust (1977) va presentar per primera vegada el model de subagrupació que actualment és acceptat per pràcticament tots els estudiosos del camp, amb més d'un subgrup de primer ordre a Taiwan, i una única branca de primer ordre que engloba totes les llengües austronesianes parlades fora de Taiwan, és a dir. Malaio-polinesi. Les relacions de les llengües formoses entre si i l'estructura interna del malayopolinesi continuen sent debatudes.

### Branques primàries a Taiwan (llengües formoses)
A més del malai-polinesi, tretze subgrups formosos són àmpliament acceptats. L'article fonamental en la classificació del formosà —i, per extensió, l'estructura de primer nivell de l'austronesi— és Blust (1999). Formosanistes destacats (lingüistes especialitzats en llengües formoses) es posen en dubte amb alguns dels seus detalls, però segueix sent el punt de referència de les anàlisis lingüístiques actuals. El debat se centra principalment al voltant de les relacions entre aquestes famílies. De les classificacions presentades aquí, Blust (1999) enllaça dues famílies en un grup de les planes occidentals, dues més en un grup de Formosa del nord-oest i tres en un grup de Formosa oriental, mentre que (Li, 2008) també enllaça cinc famílies en un grup de Formosa del Nord. Harvey (1982), Chang (2006) i Ross (2012) van dividir Tsouic, i Blust (2013) està d'acord que probablement el grup no és vàlid.
Altres estudis han presentat proves fonològiques d'una família paiwanica reduïda de paiwanic, puyuma, bunun, ami i malaio-polinesi, però això no es reflecteix en el vocabulari. Els pobles de Formosa oriental Basay, Kavalan i Amis comparteixen un motiu de pàtria que els fa provinents d'una illa anomenada Sinasay o Sanasay. Els ami, en particular, sostenen que venien de l'est i van ser tractats pels puyuma, entre els quals es van establir, com un grup subordinat.

Famílies de llengües formoses abans de la colonització Minnanesa de Taiwan, per Blust (1999)

### Blust (1999)
- Formosan
  -   Tsouic
(abandonat a Blust 2013)
    - Idioma Tsou
    - Idioma Saaroa
    - Idioma Kanakanavu

  -   Western Plains
    - Idioma Thao Plantilla:Alias Sao: dialectes Brawbaw i Shtafari
    - Planes central occidentals
      - idioma babuza; idioma Favorlang antic: dialectes Taokas i Poavosa
      - Llengua Papora-Hoanya: Papora, dialectes Hoanya

  -   Formosà del nord-oest
    - Llengua Saisiyat: dialectes taai i tungho
    - idioma Pazeh i Kulun

  -   ataiàlic
    - idioma atayal
    - Idioma Seediq Plantilla:Alias Truku/Taroko

  -   Formosà de l'Est
(basat en una única fusió, de pAN *n i *j)
    - Nord (idiomes kavalànics)
      - Llengua Basay: dialectes Trobiawa i Linaw–Qauqaut
      - idioma kavalan
      - Llengua ketagalan, o ketangalan

    - Central (Ami)
      - Amis proper
      - Sakizaya

    - Idioma Siraya

  -   Bunun language
  -   idioma rukai
    - Els dialectes Mantauran, Tona i Maga de l'Rukai són divergents

  -   idioma Puyuma
  -   idioma paiwan (extrem sud-est de Formosa)
  - (fora de Formosa)
  -   Malaio-polinèsia

### Li (2008)

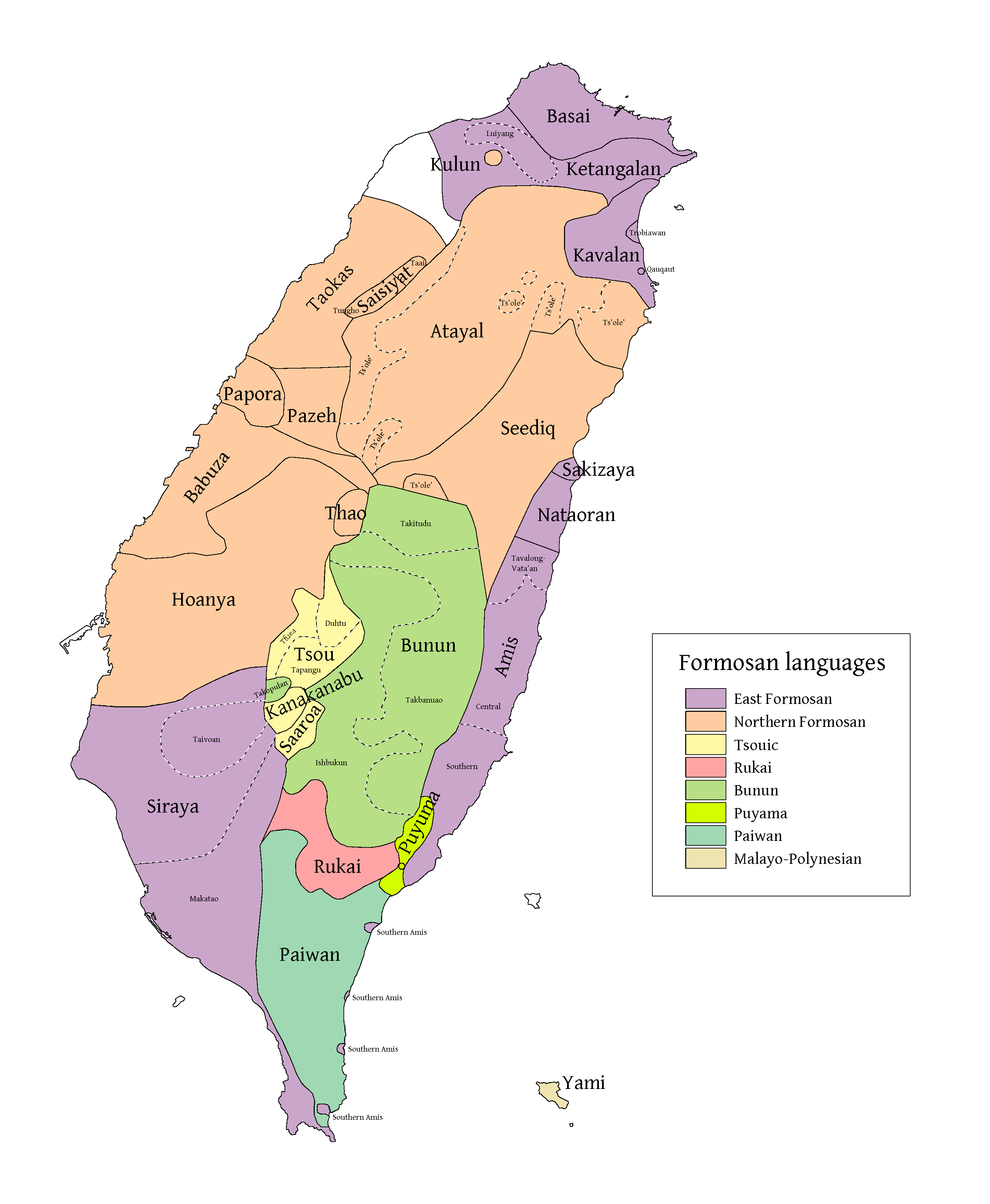
Famílies de llengües formoses abans de la colonització Minna, per (Li 2008). Les tres llengües en verd (Bunun, Puyuma, Paiwan) poden formar una branca de Formosa meridional, però això és incert.

Aquesta classificació conserva el formosà oriental de Blust i uneix les altres llengües del nord. (Li, 2008) proposa un avantpassat protoformós (F0) i l'equipara amb el protoaustronesi (PAN), seguint el model de Starosta (1995). Rukai i Tsouic es consideren molt divergents, tot i que la posició de Rukai és molt controvertida.
- Formosan
  - F0: Proto-Formosan = Proto-austronesi
    -   Rukai
      - Mantauran
      - Maga–Tona, Budai–Labuan–Taromak

  - F1: (branca sense nom)
    -   Central (Tsouic)
      - Tsou
      - Tsouic del sud
        - Saaroa
        - Kanakanavu

  - F2: (branca sense nom)
    -   formes del nord
      - Nord-oest (planes)
        - Idioma Saisiyat–Kulon, Pazeh
        - Occidental
          - Thao
          - Costa oest (idioma papora–idioma hoanya–babuza–taokas)

      - ataiàlic
        - Squliq Atayal
        - Ts'ole' Atayal (= C'uli')
        - Seediq

    -   Formosà oriental
      - Kavalan–Basay
      - Idioma Siraya–Amis–Nataoran
      - Sakizaya

    - ? del sud [incerta]
      -   Bunun
        - Isbukun
        - Nord i Central (Takitudu i Takbanuaz)

      -   Paiwan–Puyuma [incert]

### Sagart(2004, 2021)

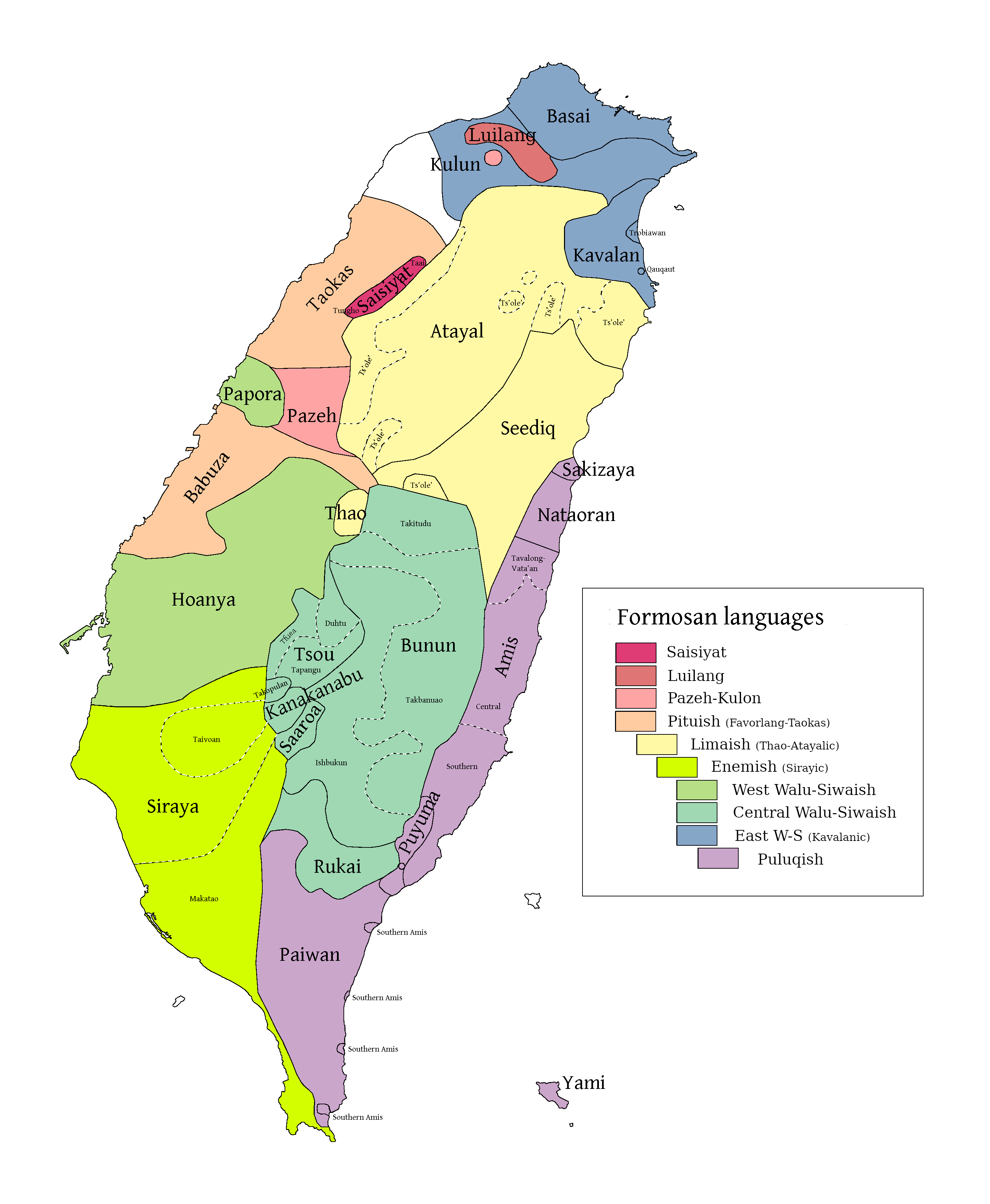
Branques niuades de les llengües austronesies segons Sagart. Les llengües de color vermell estan fora de les altres branques però no estan subagrupades. Kradai i malaio-polinesi també serien morats.

Sagart (2004) proposa que els nombres de les llengües formoses reflecteixen una sèrie d'innovacions imbricades, procedents de llengües del nord-oest (prop de la putativa aterratge de la migració austronèsia des del continent), que només comparteixen els números 1–4 amb el protó-malai-polinesi, en sentit contrari a les agulles del rellotge a les llengües orientals, que comparteixen totes les llengües orientals 1–1. Sagart (2021) troba altres innovacions compartides que segueixen el mateix patró. Proposa que pMP *lima 'cinc' és un reemplaçament lèxic (de 'mà'), i que pMP *pitu 'set', *walu 'vuit' i *Siwa 'nou' són contraccions de pAN *RaCep 'cinc', una lligadura *a o *i 'i', i *duSa 'dos', *telu ', un patró històric analògic, un patró analògic', un patró històric. Pazeh. El fet que les llengües kradai comparteixin el sistema de numeració (i altres innovacions lèxiques) de pMP suggereix que són una branca coordinada amb el malai-polinesi, més que una família germana de l'austronesi.
La classificació resultant de Sagart és:
- Austronesi (pAN aprox. 5200 BP)
  -   Saisiyat
  -   Luilang
  -   Pazeh, Kulon
(Aquests quatre idiomes estan fora del pituish, però Sagart és ambivalent quant a qualsevol relació entre ells, a part de mantenir la connexió de Blust entre Pazeh i Kulon)
  - Pituish  (pAN *RaCepituSa 'cinc-i-dos' truncat a *pitu 'set'; *sa-ŋ-aCu 'nou' [lit. un s'emporta])
    -   Favorlang–Taokas
    - Limaish  (pAN *RaCep 'cinc' substituït per *lima 'mà'; *Ca~ reduplicació per formar la sèrie de números per comptar humans)
      -   Thao–ataiàlic
      - Enemish  (additiu 'cinc i un' o 'dos cops-tres' substituït per *Nem-Nem reduplicat > *emnem [*Nem 'tres' es reflecteix a Basay, Siraya i Macatao]; pAN *kawaS 'any, cel' substituït per *CawiN)
        -   Siraya
        - Walu-Siwaish (*walu 'vuit' i *Siwa 'nou' de *RaCepat(e)lu 'cinc-i-tres' i *RaCepiSepat 'cinc-i-quatre')
          -   West WS: Papora–Hoanya 
(pAN *Sapuy 'foc' substituït per *[Z]apuR 'foc de cuina'; pAN *qudem 'negre substituït per *abi[Z]u, que es troba a MP 'blau')}}
          -   Central WS
(pAN *isa, etc. 'one' substituït per *Ca~CiNi (reduplicació de 'sol') a la sèrie de recompte humà; pAN *iCit 'ten' substituït per *ma-sa-N 'una vegada'.)
          - Bunun
            - Rukai–Tsouic (CV~ reduplicació en sèries de recompte d'humans substituït per un marcador nominal pAN competidor *u- [desconeix si Bunun va tenir el mateix]; onze innovacions lèxiques com ara *cáni 'una', *kəku 'cama')

          - East WS (pEWS aprox. 4500 BP) (innovacions *baCaq-an 'ten'; *nanum 'water' juntament amb pAN *daNum)
            -   idiomes kavalànics
            -   Puluqish
(innovador *sa-puluq 'deu', de *sa- 'un' + 'separar, deixar de banda'; ús dels prefixos *paka- i *maka- per marcar abilitat)
              - Nord: Ami–Puyuma (*sasay 'un'; *mukeCep 'deu' per a la sèrie humana i no humana; *ukak 'os', *kuCem 'núvol')
              - Paiwan
              - Austronesi del sud (pSAN al voltant de 4000 BP) (enllaç *atu 'i' > *at després de *sa-puluq en els números 11–19; innovacions lèxiques com ara *baqbaq 'boca', *qa-sáuŋ 'dent canina', *qi(d)zúR 'saliva,', *qi(d)zúR 'saliva',' 'sord')
                - Kra-Dai
                - Malaio-polinèsia

### Malai-polinesi
Les llengües malaio-polinesies es caracteritzen, entre altres coses, per certs canvis sonors, com ara les fusions del protoaustronesi (PAN) *t/*C al protó-malai-polinesi (PMP) *t, i PAN *n/*N a PMP *n, i el canvi de PAN *S a PMP *h.
Sembla que hi va haver dues grans migracions de llengües austronesies que van cobrir ràpidament grans àrees, donant lloc a múltiples grups locals amb poca estructura a gran escala. El primer va ser el malai-polinès, distribuït per les Filipines, Indonèsia i Melanèsia. La segona migració va ser la de les llengües oceàniques cap a la Polinèsia i Micronèsia.

## Idiomes principals

Mapa de l'expansió austronesia. Els períodes es basen en estudis arqueològics, encara que es discuteix l'associació del registre arqueològic i les reconstruccions lingüístiques.

### Història
Des del punt de vista de la lingüística històrica, el lloc d'origen (en terminologia lingüística, Urheimat ) de les llengües austronesies (llengua protoaustronesia) és molt probablement l'illa principal de Taiwan, també coneguda com Formosa; en aquesta illa les divisions més profundes en austronesi es troben a petites distàncies geogràfiques, entre les famílies de les llengües natives formoses.
Segons Robert Blust, les llengües formoses formen nou de les deu branques primàries de la família lingüística austronesia. Comrie (2001:28)  va assenyalar això quan va escriure:
| «              | ... la diversitat interna entre els... llengües formoses... és més gran que en tota la resta d'austronesis junts, de manera que hi ha una gran escissió genètica dins de l'austronesi entre Formosan i la resta... De fet, la diversitat genètica dins de Formosan és tan gran que pot consistir en diverses branques primàries de la família austronèsia en general. | » |
| — Robert Blust | |   |

Almenys des de Sapir (1968), escrit el 1949, els lingüistes han acceptat generalment que la cronologia de la dispersió de les llengües dins d'una família lingüística determinada es pot rastrejar des de l'àrea de major varietat lingüística fins a la de la menys. Per exemple, l'anglès a Amèrica del Nord té un gran nombre de parlants, però una diversitat dialectal relativament baixa, mentre que l'anglès a Gran Bretanya té una diversitat molt més alta; La varietat lingüística tan baixa per la tesi de Sapir suggereix una difusió més recent de l'anglès a Amèrica del Nord. Tot i que alguns estudiosos sospiten que el nombre de branques principals entre les llengües formoses pot ser una mica menor que l'estimació de Blust de nou (per exemple, Li 2006 ), hi ha poca controvèrsia entre els lingüistes amb aquesta anàlisi i la visió resultant de l'origen i la direcció de la migració. Per a una anàlisi dissident recent, vegeu Peiros (2004) .La protohistòria del poble austronesi es pot rastrejar més enrere en el temps. Per fer-se una idea de la pàtria original de les poblacions ancestrals dels pobles austronesis (a diferència dels arguments estrictament lingüístics), es poden aportar proves de l'arqueologia i la genètica de poblacions . Els estudis de la ciència de la genètica han produït resultats contradictoris. Alguns investigadors troben proves d'una pàtria proto-austronesia al continent asiàtic (per exemple, Melton et al. 1998 ), mentre que altres reflecteixen la investigació lingüística, rebutjant un origen asiàtic oriental a favor de Taiwan (per exemple, Trejaut et al. 2005 ). L'evidència arqueològica (per exemple, Bellwood 1997 ) és més coherent, i suggereix que els avantpassats dels austronesis es van estendre des del sud de la Xina continental fins a Taiwan fa uns 8.000 anys.
L'evidència de la lingüística històrica suggereix que és des d'aquesta illa on els pobles mariners van emigrar, potser en diferents onades separades per mil·lennis, a tota la regió englobada per les llengües austronesies. Es creu que aquesta migració va començar fa uns 6.000 anys. Tanmateix, les proves de la lingüística històrica no poden salvar la bretxa entre aquests dos períodes. L'opinió que l'evidència lingüística connecta les llengües austronesies amb les sino-tibetanes, com proposa per exemple Sagart (2002), és minoritària. Com diu Fox (2004):
| «            | Implicat en... les discussions sobre el subagrupament [de les llengües austronesies] és un ampli consens que la pàtria dels austronesis era a Taiwan. Aquesta àrea de pàtria també podria haver inclòs les illes P'eng-hu (Pescadores) entre Taiwan i la Xina i possiblement fins i tot llocs a la costa de la Xina continental, especialment si es considerés els primers austronesis com una població de comunitats dialectals relacionades que viuen en assentaments costaners dispersos. | » |
| — Fox (2004) | |   |

L'anàlisi lingüística de la llengua protoaustronèsia s'atura a les costes occidentals de Taiwan; cap llengua continental relacionada no ha sobreviscut. Les úniques excepcions, les llengües chamiques, deriven d'una migració més recent cap al continent. Tanmateix, segons la interpretació d'Ostapirat de la hipòtesi austro-tai seriosament discutida, les llengües kra-dai (també conegudes com tai-kadai) són exactament aquelles llengües continentals relacionades.

## Relacions hipotetitzades

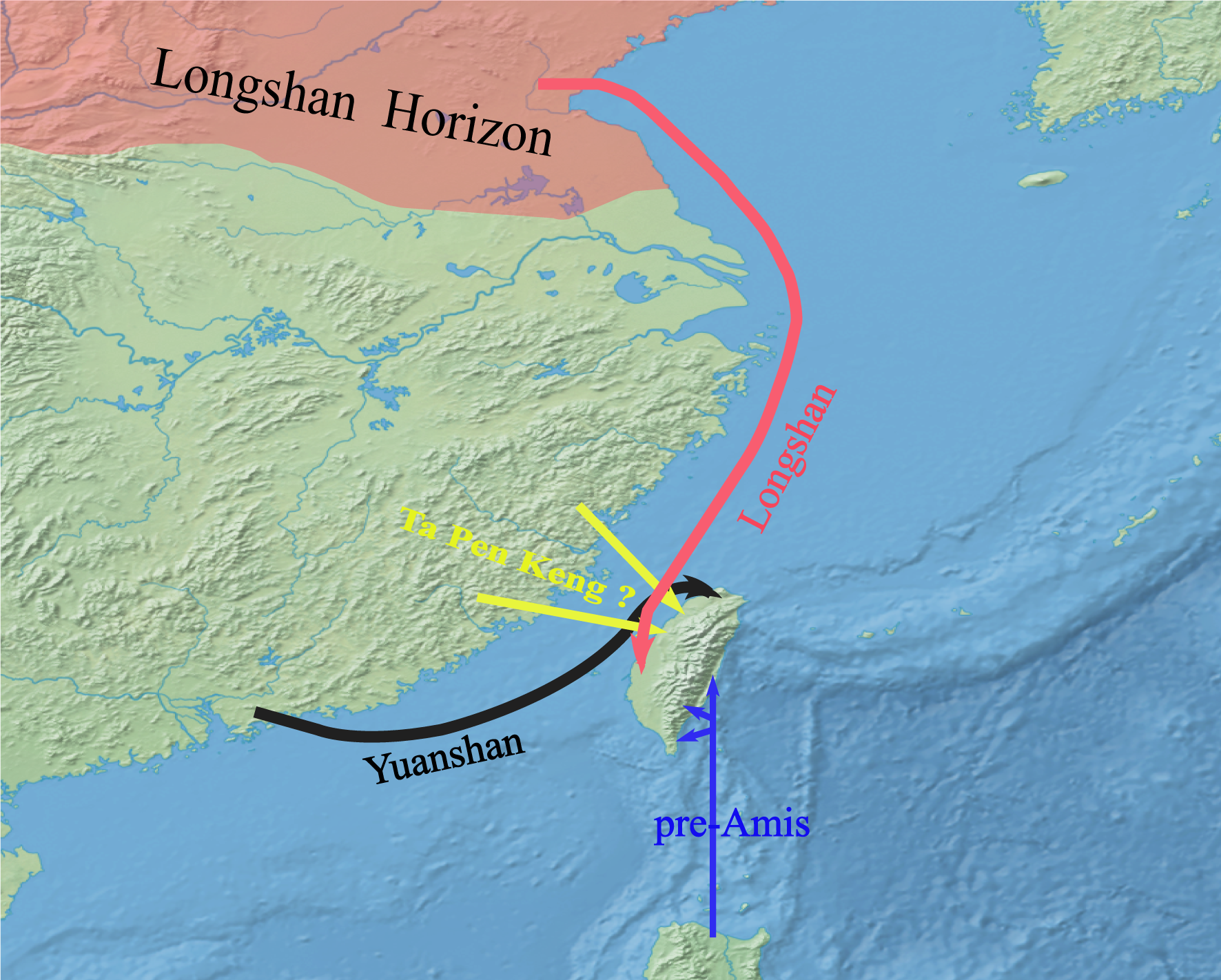
Un exemple de les hipotètiques onades migratòries preaustronesies cap a Taiwan des del continent. (La migració dels Amis de les Filipines és controvertida).

S'han proposat vincles genealògics entre austronesis i diverses famílies de l'est i el sud-est asiàtic.

### Austro-Tai

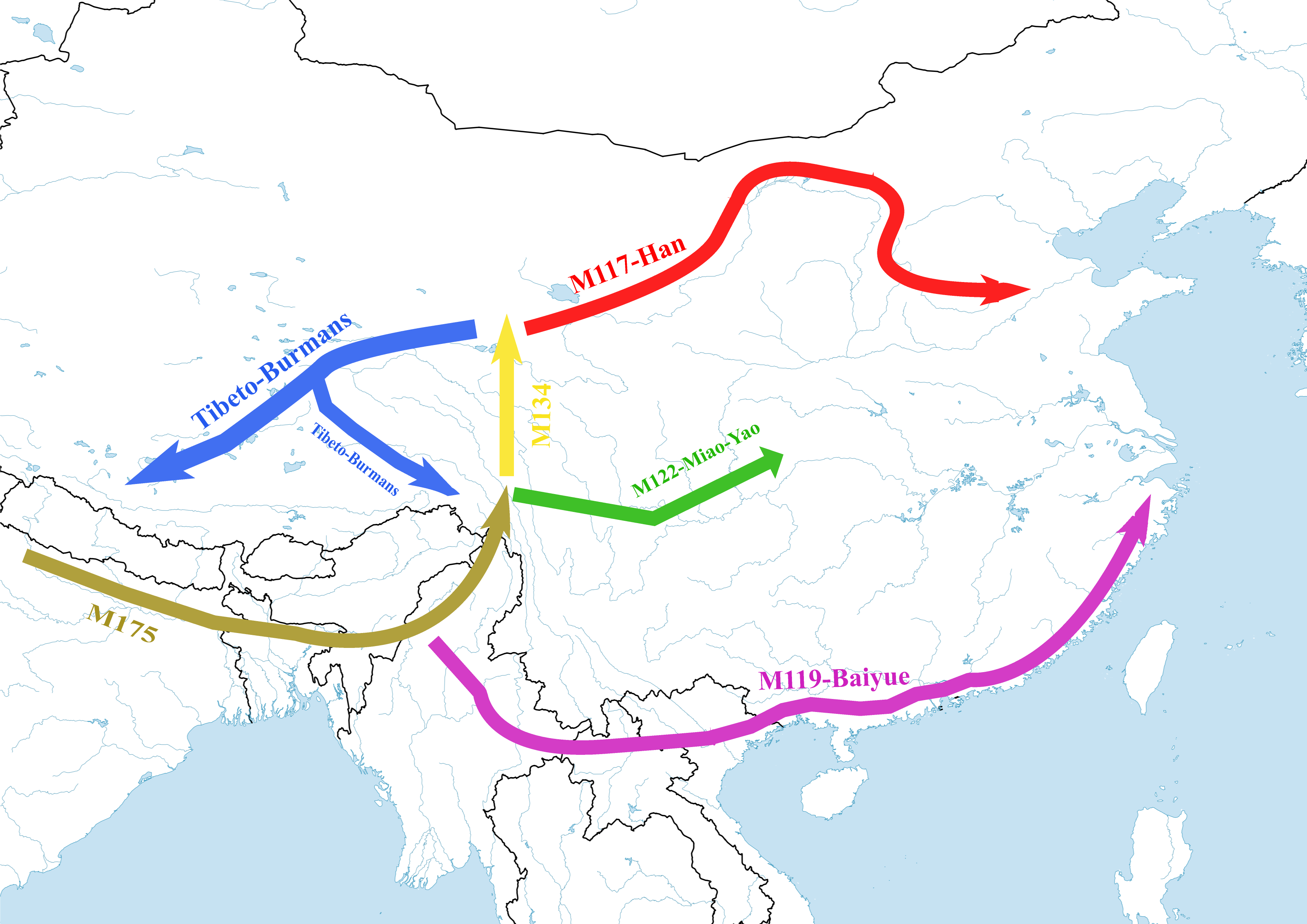
Camí de la migració i divisió d'algunes de les ètnies principals amb els seus marcadors genèticament distintius, adaptat d'Edmondson i Gregerson (2007: 732). La ruta migratòria esbossada M119-Baiyue del sud-est asiàtic correspon a la hipòtesi de l'origen del sud dels primers austronesis.

Una proposta austro-tai que enllaça l'austronesia i les llengües kra-dai del sud-est continental asiàtic continental va ser proposada per primera vegada per Paul K. Benedict, i és recolzada per Weera Ostapirat, Roger Blench i Laurent Sagart, basada en el mètode comparatiu tradicional. Ostapirat (2005) proposa una sèrie de correspondències periòdiques que uneixen les dues famílies i suposa una escissió primària, sent els parlants de Kra-Dai les persones que es van quedar a la seva terra natal xinesa. Blench (2004) suggereix que, si la connexió és vàlida, és poc probable que la relació sigui una de les dues famílies germanes. Més aviat, suggereix que els parlants proto-Kra-Dai eren austronesis que van emigrar a l'illa de Hainan i de tornada al continent des del nord de Filipines, i que la seva distinció resulta d'una reestructuració radical després del contacte amb Hmong-Mien i Sinitic. Benet va plantejar la hipòtesi d'una versió ampliada de l'austro-tai, que també va afegir les llengües japoneses a la proposta.

### àustrica
Un vincle amb les llengües austroasiàtiques en un fílum " austric " es basa principalment en proves tipològiques. Tanmateix, també hi ha proves morfològiques d'una connexió entre les llengües nicobareses conservadores i les llengües austronesies de les Filipines. Robert Blust dóna suport a la hipòtesi que connecta l'entitat austro-tai del Neolític inferior del Yangtze amb les cultures austro-asiàtiques cultivadores d'arròs, assumint que el centre de la domesticació de l'arròs a l'Àsia oriental i la putativa pàtria austríaca es troba a la zona fronterera de Yunnan/Birmania. Sota aquesta visió, hi va haver una alineació genètica est-oest, resultat d'una expansió de la població basada en l'arròs, a la part sud de l'Àsia oriental: austroasiàtic-Kra-Dai-austronesi, amb chino-tibetà no relacionat que ocupava un nivell més al nord.

### sino-austronesi
El lingüista i sinòleg francès Laurent Sagart considera que les llengües austronesies estan relacionades amb les llengües sino-tibetanas, i també agrupa les llengües kra-dai com a més estretament relacionades amb les llengües malaio-polinèsias . Sagart defensa una relació genètica nord-sud entre xinès i austronesi, basada en correspondències sonores en el vocabulari bàsic i paral·lelismes morfològics. Laurent Sagart (2017) conclou que la possessió dels dos tipus de mill  en llengües austronesianes taiwaneses (no només setaria, com es pensava anteriorment) situa els preaustronesis al nord-est de la Xina, adjacent a la probable pàtria sino-tibetana. La investigació genètica de Ko et al. (2014) sembla donar suport a la proposta lingüística de Laurent Sagart, assenyalant que l'haplogrup E d'ADNmt exclusivament austronesi i l'haplogrup M9a en gran part sino-tibetà són germanes bessones, indicatiu d'una connexió íntima entre el grup genètic primerenc austronesi i el sino-tibetà, almenys matern. A més, els resultats de Wei et al. (2017) també estan d'acord amb la proposta de Sagart, en què les seves anàlisis mostren que l'haplogrup d'ADN Y predominantment austronesi O3a2b*-P164(xM134) pertany a un haplogrup O3a2b2-N6 recentment definit que es distribueix àmpliament al llarg de les regions costaneres orientals de Corea fins a Vietnam. Sagart també agrupa les llengües austronesies d'una manera recursiva, situant el Kra-Dai com una branca germana del malayo-polinesi. Els seus companys han trobat que la seva metodologia és falsa.

### japonès
Diversos lingüistes han proposat que el japonès està genèticament relacionat amb la família austronesia, cf. Benedict (1990), Matsumoto (1975), Miller (1967).
Alguns altres lingüistes pensen que és més plausible que el japonès no estigui relacionat genèticament amb les llengües austronesies, sinó que estigui influenciat per un substrat o adstratum austronesi.
Els que proposen aquest escenari suggereixen que la família austronesia va cobrir les illes tant al nord com al sud. Martine Robbeets (2017) afirma que el japonès pertany genèticament a les llengües "transeurasianes" (= macro-altaiques), però va patir influència lèxica del "para-austronesi", una suposada llengua germana del protoaustronesi.
La lingüista Ann Kumar (2009) va proposar que alguns austronesis podrien haver emigrat al Japó, possiblement un grup d'elit de Java, i van crear la societat jeràrquica japonesa. També identifica 82 possibles cognats entre l'austronesi i el japonès, però la seva teoria segueix sent molt controvertida. La lingüista Asha Pereltsvaig va criticar la teoria de Kumar en diversos punts. El problema arqueològic d'aquesta teoria és que, contràriament a l'afirmació que no hi havia cultiu d'arròs a la Xina i Corea en temps prehistòrics, les excavacions han indicat que el cultiu d'arròs s'ha practicat en aquesta zona des d'almenys 5000 aC. També hi ha problemes genètics. El llinatge japonès pre-Yayoi no era compartit amb els asiàtics del sud-est, però sí amb els xinesos del nord-oest, els tibetans i els asiàtics centrals. També es van assenyalar problemes lingüístics. Kumar no va afirmar que el japonès fos una llengua austronesia derivada de la llengua protojavanesa, sinó només que proporcionava una llengua de superestrat per al japonès antic, basada en 82 cognats javanesos-japonesos plausibles, relacionats sobretot amb l'arròs.

### Àsia oriental
L'any 2001, Stanley Starosta va proposar una nova família lingüística anomenada asiàtic oriental, que inclou totes les famílies lingüístiques principals de la regió més àmplia de l'Àsia oriental excepte el japonès i el coreà. Aquesta família proposada consta de dues branques, l'austronesia i la sino-tibetana-yangziana, amb la família Kra-Dai considerada com una branca de l'austronesi, i "yangzian" com una nova branca germana del sino-tibetà que consisteix en les llengües austroasiàtica i hmong-mien. Aquesta proposta va ser investigada més a fons per lingüistes com Michael D. Larish el 2006, que també va incloure les llengües japoneses i coreanes a la macrofamília. La proposta ha estat adoptada des de llavors per lingüistes com George van Driem, encara que sense la inclusió del japonès i el coreà.

### Ongan
Blevins (2007) va proposar que la protollengua austronesia i onga són descendents d'una protollengua austronesia-onga. Aquesta visió no és recolzada pels lingüistes convencionals i segueix sent molt controvertida. Robert Blust rebutja la proposta de Blevins com a exagerada i basada únicament en semblances casuals i comparacions metodològicament defectuoses.

## Sistemes d'escriptura

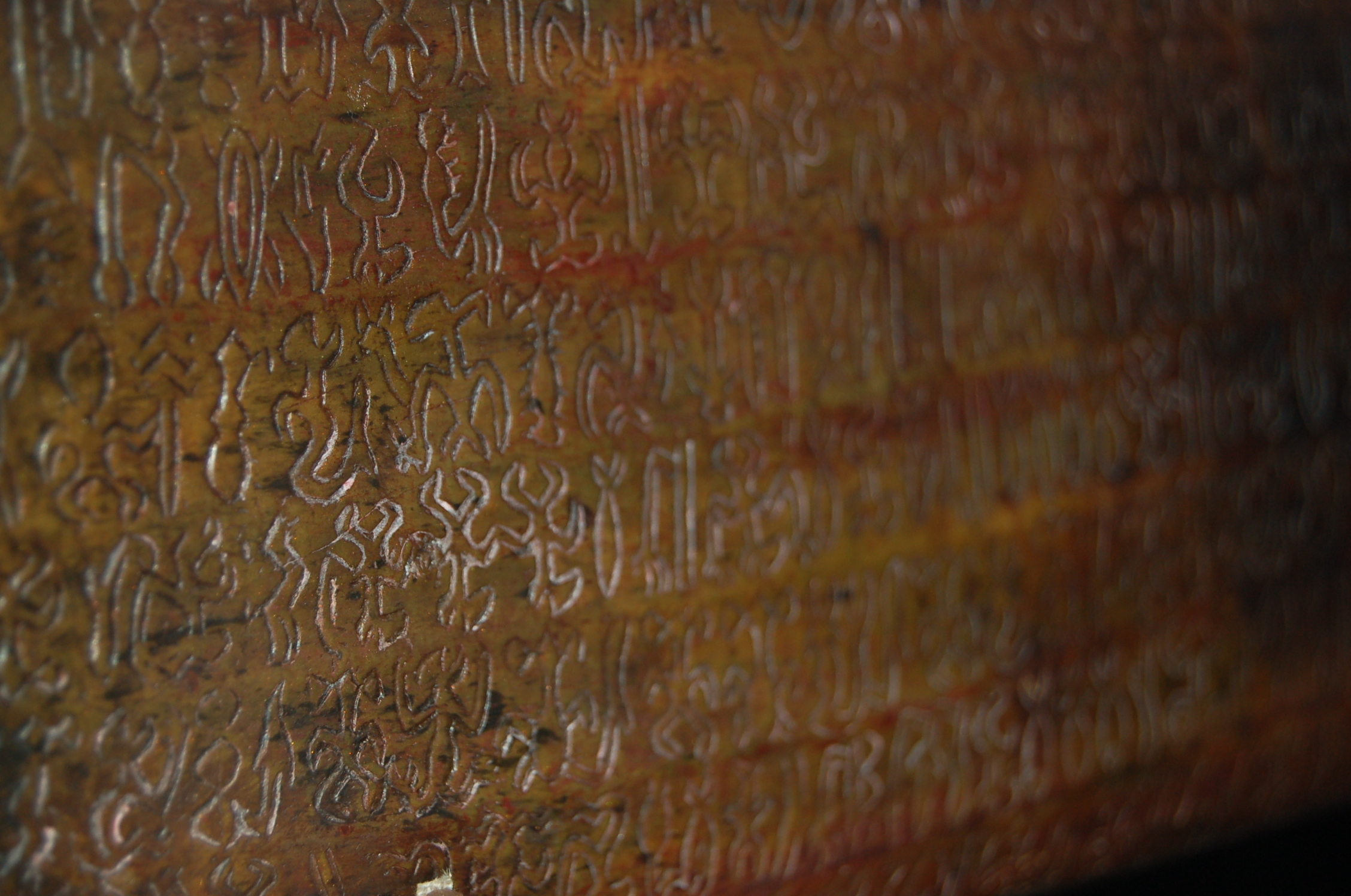
Glif de Rongorongo, que se suposa que és el sistema d'escriptura de la llengua rapa nui.
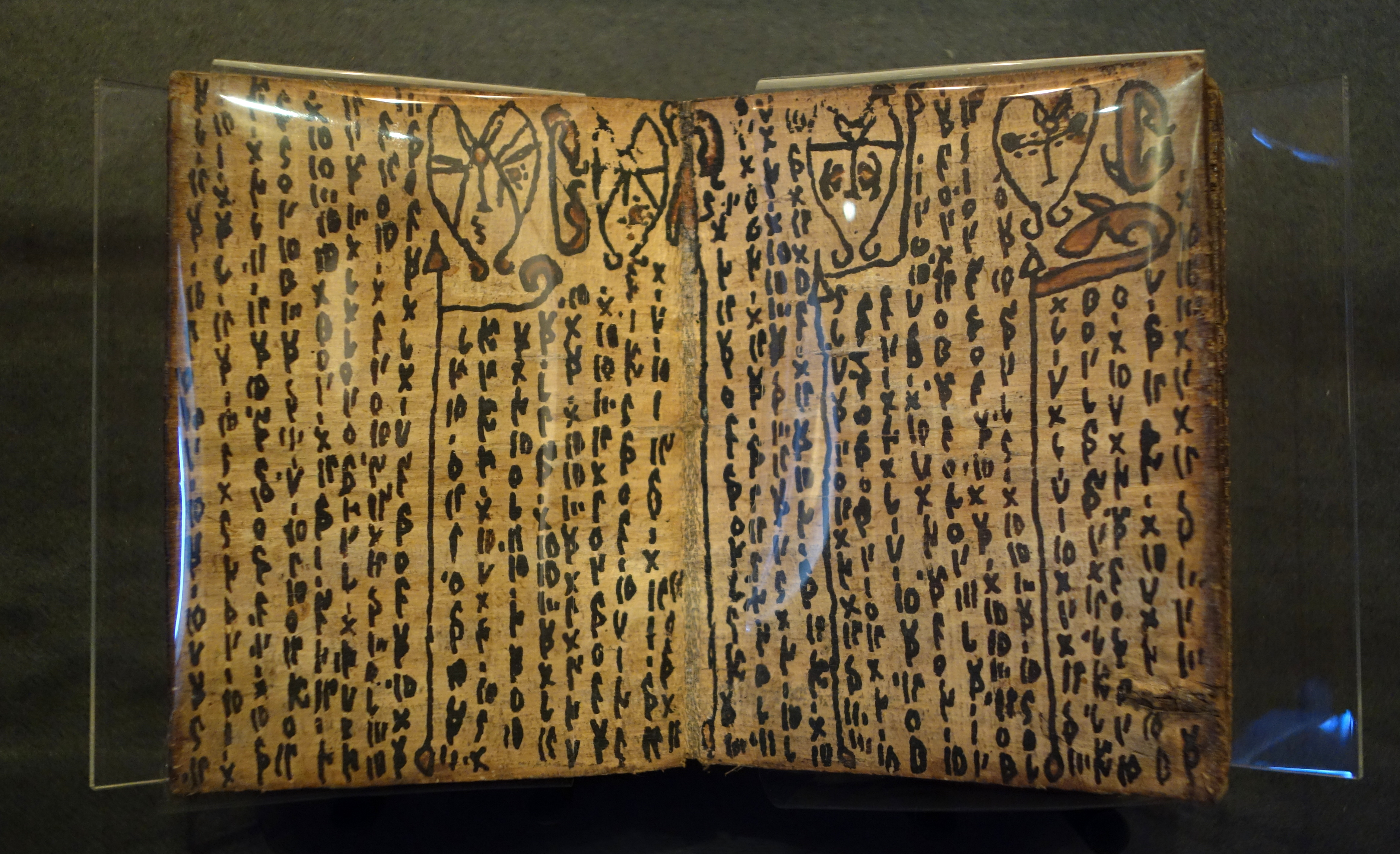
Un manuscrit de principis del 1800 amb l'escriptura Batak.
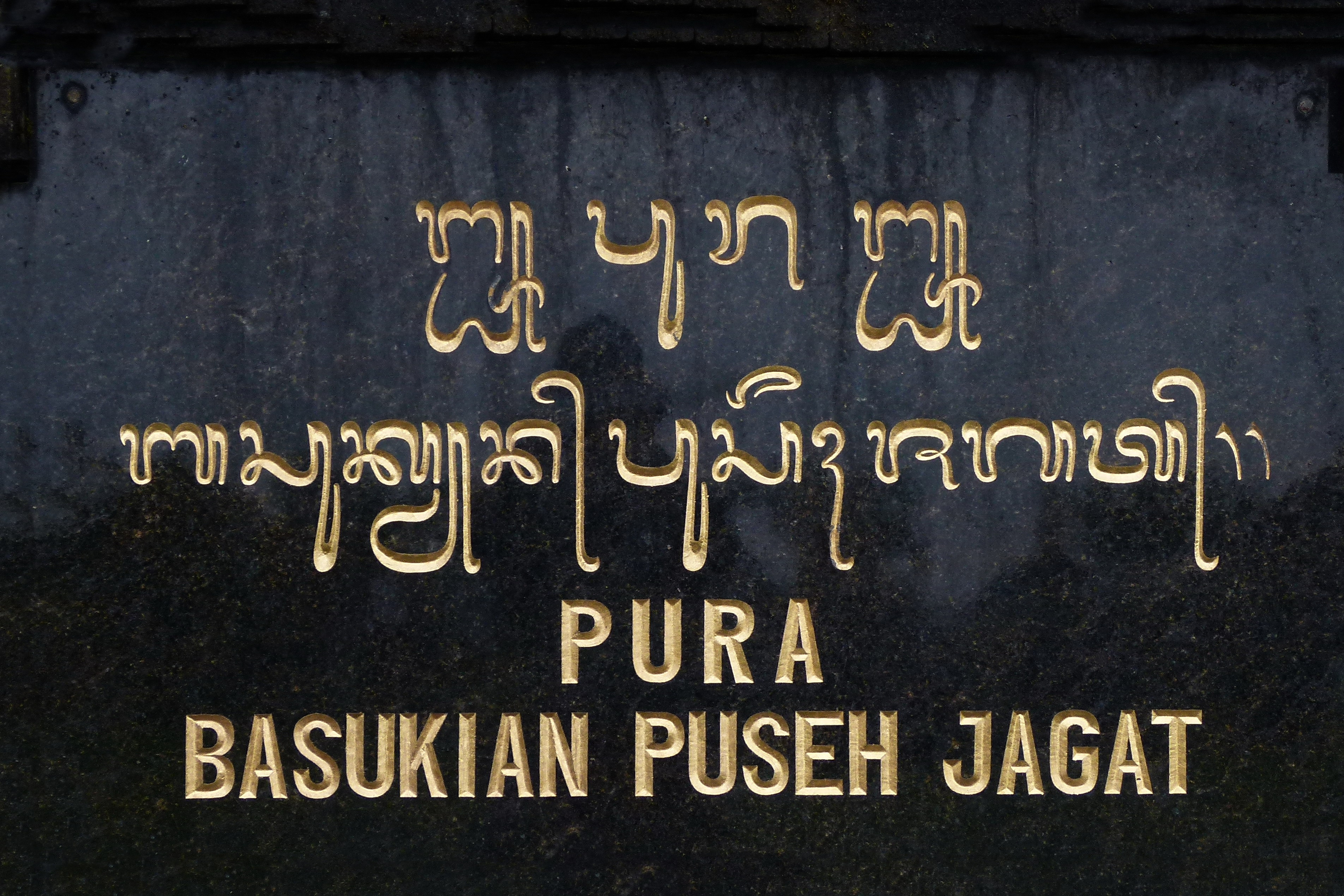
Un cartell en escriptura balinesa i llatina en un temple hindú de Bali.